# Фюрстенберг, Максимильен де
Максимильен-Луи-Юбер-Эгон-Венсан-Мари-Жозеф, барон фон Фюрстенберг-Штаммхайм (фр. Maximilien Louis Hubert Egon Vincent Marie Joseph, Freiherr von Fürstenberg-Stammheim; 23 октября 1904, Херлен, королевство Нидерландов — 22 сентября 1988, Мон-Годинн, Намюр), Бельгия) — бельгийский кардинал, ватиканский дипломат и куриальный сановник из рода Фюрстенбергов. Титулярный архиепископ Пальто с 14 марта 1949 по 26 июня 1967. Апостольский делегат в Японии с 22 марта 1949 по 28 апреля 1952. Апостольский интернунций в Японии с 28 апреля 1952 по 21 ноября 1959. Регент нунциатуры в Корее в 1952—1953. Апостольский делегат в Австралии, Новой Зеландии и Океании с 21 ноября 1959 по 28 апреля 1962. Апостольский нунций в Португалии с 28 апреля 1962 по 26 июня 1967. Префект Конгрегации по делам восточных церквей с 15 января 1968 по 28 февраля 1973. Великий магистр Рыцарского Ордена Гроба Господня с марта 1972 до 22 сентября 1988. Камерленго Коллегии кардиналов с 24 мая 1982 по 25 июня 1984. Кардинал-священник с 26 июня 1967, с титулом церкви Сакро-Куоре-ди-Джезу-а-Кастро-Преторио с 15 июля 1967.